# Illusione finanziaria
L'illusione finanziaria rappresenta l'inesatta sensazione che hanno i contribuenti dell'effettivo carico impositivo di determinati tributi.
Un esempio è costituito dall'inglobamento nel prezzo di vendita di un prodotto dei tributi doganali corrisposti dal venditore, senza che il compratore sia in grado di avvertirne il peso.
Il fenomeno, la cui definizione si deve all'economista Amilcare Puviani (con la sua pubblicazione Teoria dell'illusione finanziaria del 1903), consente a un governo l'adozione di misure di pressione fiscale che susciterebbero l'opposizione dei cittadini qualora questi fossero correttamente informati.
La teoria dell'illusione finanziaria, elaborata dal Puviani, sosteneva che i governanti, attraverso l'attività finanziaria pubblica, destinano una notevole parte delle risorse finanziarie dello Stato a vantaggio della classe dominante (che esercita il maggior potere) a insaputa delle classi popolari o dei cittadini, i quali vengono illusi con artifici ed inganni (ad esempio che lo Stato risponde ai loro bisogni), in modo da provocare (ai cittadini) erronee valutazioni delle finalità delle scelte politiche (i cittadini vengono illusi, ad esempio, che le tasse scendono quando invece aumentano, oppure il governo ha interesse a far vedere che sta riducendo la spesa quando invece la sta aumentando, ecc.) e di conseguenza i cittadini permetteranno ai governanti di mantenere il potere. La conseguenza è l’opportunità di ridurre la spesa pubblica, di fatto restringendo il perimetro dell’azione statale per permettere di limitare i comportamenti opportunistici del decisore politico.
L'illusione è possibile, innanzitutto, quando non esiste un'adeguata trasparenza nel bilancio dello Stato o in materia finanziaria. Spesso, infatti, i bilanci sono lunghi, complessi e risulta particolarmente difficile individuare il vero ammontare delle entrate e delle spese pubbliche. Il fenomeno dell'illusione finanziaria può avvenire, anche, collegando il prelievo fiscale effettuato a eventi che "stimolano" nella collettività sentimenti positivi, così risulteranno meno gravose le imposte pagate per far fronte a calamità naturali (terremoti, frane, nubifragi, ecc.), che, peraltro, continueranno a essere pagate dai contribuenti anche quando l'emergenza è cessata.